# Культ медведя

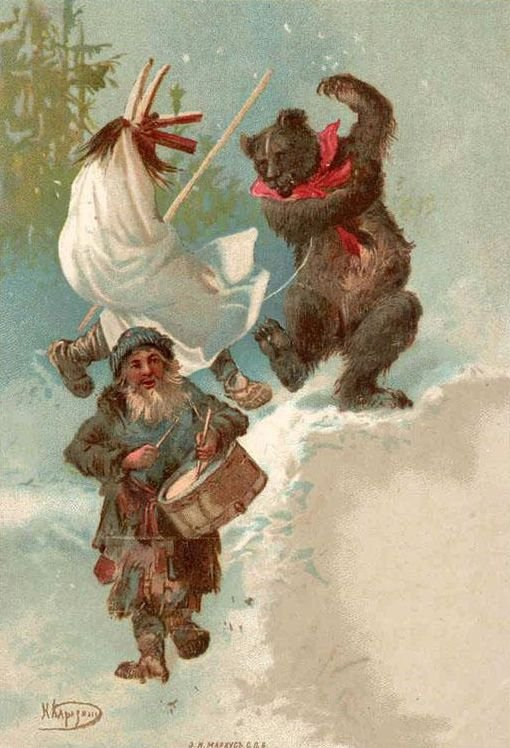
Вождение медведя с козой и барабанщиком на Святки

Культ медведя — особое отношение к медведю, почитание его, комплекс обычаев и обрядов по отношению к нему. Медведь фигурирует в мифах многих народов Евразии и Америки. В разных традициях он мог являться божеством, культурным героем, прародителем, духом-охранителем, хозяином нижнего мира и т. д.

## У славянских народов
Медведь — один из основных персонажей народной зоологии, наделяемый антропоморфными чертами, символикой плодородия, здоровья и силы и нередко главенствующей ролью среди лесных зверей. Ярче и разнообразнее всего образ медведя представлен у восточных и южных славян.
У славян существовало уважительное отношение к медведю — он считался хозяином леса, его облик принимал леший. Лешему, покровителю охоты, оставляли на пне первую добытую дичь. Считалось, что он может вывести из леса заплутавшего путника, но если его рассердить, может, наоборот, завести человека в чащу и погубить.
С весенним пробуждением медведя белорусы связывали наступление весны и отмечали его в празднике Комоедица.
Считалось[кем?], что медведь наделен особой мудростью, всеведением, он способен защитить от колдовства, болезней и всевозможных бед. Считалось, что медведя даже чёрт боится. Медвежья лапа считалась очень сильным оберегом от всяческих напастей, поэтому многие славяне хранили такой талисман у себя дома.
Общеславянское слово, соответствующее рус. медведь, по происхождению является эвфемизмом, которым в обыденной речи замещалось настоящее табуированное имя животного. Само слово медведь (от *medu-/medv- 'мёд' + *ěd- 'есть, принимать пищу') значит «поедающий мёд». Позднее эвфемистическая замена превратилась в основное название животного. Древний обычай повторился и на новом этапе — даже нынешнее название медведя, изначально являвшееся эвфемизмом, русские (особенно охотники) вновь табуируют и заменяют другими прозвищами-эвфемизмами: косолапый, бурый, потапыч, Михайло, Мишка, хозяин и т. д. В ряде славянских языков это слово дополнительно искажено перестановками и заменами согласных, которые, помимо чисто фонетических, могут иметь эвфемистическую природу: укр. ведмідь, пол. niedźwiedź, также и в чешском в части говоров не medvěd, а nedvěd. Слово заимствовано из славянских языков в венгерский (венг. medve).

## У народов Сибири
У некоторых народов Сибири и Дальнего Востока с родовым культом слились пережитки медвежьего культа — например, у народов нижнего Амура и Сахалина (нивхи, ульчи и др.), а также нижней Оби (ханты, манси). Особенно подробно описан (Л. Я. Штернбергом) чисто родовой медвежий культ у нивхов, у которых вообще родовые пережитки до недавнего времени держались крепче, чем у других народов.
Наиболее известное проявление культа медведя у народов Сибири — медвежий праздник (манс. яны пике «большие пляски», нивх. чхыф леранд «медвежья игра», айн. Иёмантэ). Он включает в себя ритуальную охоту, свежевание туши убитого медведя, его задабривание, извинительные обряды, трапезу и торжественные похороны. Шкура, череп и лапы медведя хранились как священные.

## Поговорки и приметы
- Медведя бояться, так ягод не видать.
- Медведь одну лапу сосет, да всю зиму сыт живёт.
- Медведь не умывается, да здоров живёт.
- На Благовещенье черногуз прилетает и медведь встаёт.
- Пока талый снег бока не промочит, медведь из берлоги не вскочит.
- На Овечницу медведь ложится в берлогу и начинает сосать лапу, на Сретенье переворачивается и сосёт другую лапу, а на Благовещенье — выходит из берлоги (белорус).[источник не указан 134 дня]